# George Ide Butler
George Ide Butler (1834 – 1918) foi pastor, administrador, autor e o quinto Presidente da Igreja Adventista do Sétimo Dia. 

## História
Nascido em Vermon, Estados Unidos, neto de um pastor da Igreja Batista, seus pais estavam intimamente envolvido nos primeiros anos da Igreja Adventista do Sétimo Dia, mas George mesmo não era a principio envolvido ou dedicado a fé. Em 1853, sua família mudou-se para Iowa, onde ele se converteu aos 22 anos e foi batizado por JN Andrews. Ele então se estabeleceu em uma fazenda e lecionou durante os meses de inverno. Naquele mesmo ano 1859 ele se casou com Lentha Lockwood (1826-1901). Eles depois se estabeleceu perto de Waukon, Iowa, onde Butler voltou a lecionar.
Em 1865, após a deserção de Snook (presidente) e Brinkerhoff (tesoureiro), Butler foi eleito como presidente da Associação Iowa. Em junho 1867 Butler recebeu uma licença ministerial e em outubro foi ordenado pastor. Ele trabalhou incansavelmente como um evangelista, trazendo unidade para a Associação Geral da Igreja Adventista.
Butler substitui Tiago White como presidente pela Conferência Geral em 1871. Em 1873, ele escreveu um artigo que defendeu que o Presidente da Associação Geral deve estar na mesma posição que Moisés estava em Israel do Antigo Testamento. Ellen White não concordava com sua forte abordagem autoritária na presidência, e escreveu uma resposta a sua posição:
| “ | Irmão A, sua experiência com referência à liderança há dois anos foi para seu benefício e lhe foi altamente essencial. Você tinha opiniões muito definidas e decisivas com relação à independência individual e ao direito de julgamento particular. Estas opiniões você leva ao extremo. Raciocina que precisa ter luz e evidência para si mesmo com referência a seu dever. Foi-me mostrado que o julgamento de nenhum homem devia render-se ao julgamento de outro. Mas quando o julgamento da Associação Geral, que é a mais elevada autoridade que Deus tem sobre a Terra, é exercido, independência e julgamento particulares não devem ser mantidos, mas renunciados. Seu erro foi em manter persistentemente o julgamento individual de seu dever contra a voz da mais alta autoridade que o Senhor tem sobre a Terra... [Publicado em: Testemunho para a Igreja, Volume 3 - Capítulo: Liderança.] | ” |

Butler foi um forte defensor das visões de Ellen White, e escreveu em seu favor várias vezes. Tiago White voltou para a presidência 1874-1880. Butler retomou o cargo de 1880 a 1888. Este período de sua presidência foi especialmente agitado. Em 1882 ele estava envolvido com o fechamento do Battle Creek College, porque o presidente, AC McLearn, não estava seguindo os princípios adventistas de educação. Butler, em seguida reabriu no ano seguinte, juntamente com duas outras escolas de ensino superior, South Lancaster Academy, em Massachusetts (que mais tarde evoluiu para Atlantic Union College), e uma academia em Healdsburg, Califórnia (mais tarde dar à luz a Pacific Union College). Ellen White estabeleceu sua casa em Healdsburg, dando conselhos valiosos no início da escola.
Na sessão da Conferência Geral 1888, Butler fez oposição a mensagem da justificação pela fé apresentada pela AT Jones e EJ Waggoner. Butler estava doente e não compareceu, mas enviou uma carta de 39 páginas culpando, em parte, sua doença em relação a oposição de Ellen White para com ele. Cinco anos mais tarde, ele escreveu uma carta de confissão de que ele tinha sido errado. Foi publicado na Revista de 13 de junho de 1893. 
Depois que ele não foi reeleito na sessão de 1888, Butler retirou-se para a Flórida e assumiu a agricultura. Mais tarde, ele se tornou presidente da Conferência Florida, e também presidente da União Sul. 
Ellen White manteve correspondência com Butler durante os anos que ela passou na Austrália. Ela enviou-lhe uma cópia de O Desejado de Todas as Nações para ler e comentar, que o encorajou muito. Ele sabia que ela não tinha abandonado ele, mesmo durante os anos que se seguiram a sua oposição a ela na sessão da Conferência Geral de 1888 .
Logo após a sessão de 1888, a saúde de Butler entrou em colapso. Butler comprou uma fazenda rural na Flórida que ele chamou de "Magnolias Gêmeas" e onde ele pode trabalhar na louvoura de citrinos e se recuperar. No entanto, no ano seguinte sua esposa Lentha Lockwood sofreu um derrame debilitante.
Em 1901 Lentha Lockwood veio a óbito e em 1907 casou-se com Elizabeth Butler, cujo marido tinha morrido no campo missionário.